# Rogneda

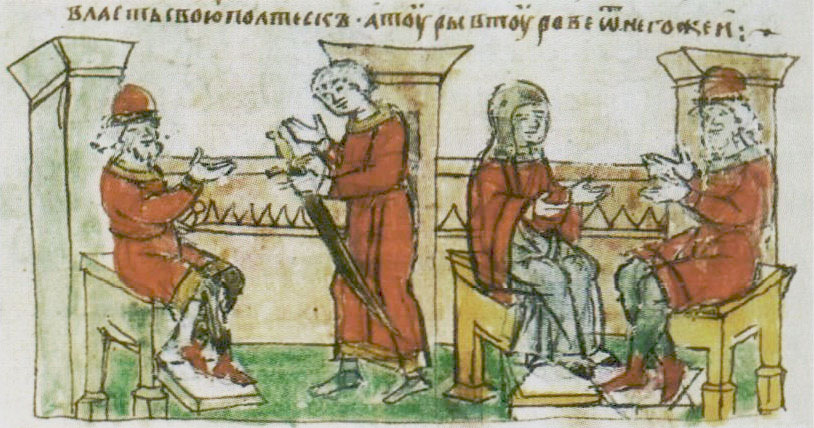
Rogwolod empfängt einen Boten Wladimirs (links) und spricht mit seiner Tochter Rogneda über dessen Angebot (rechts), Radziwiłł-Chronik 15. Jhd.

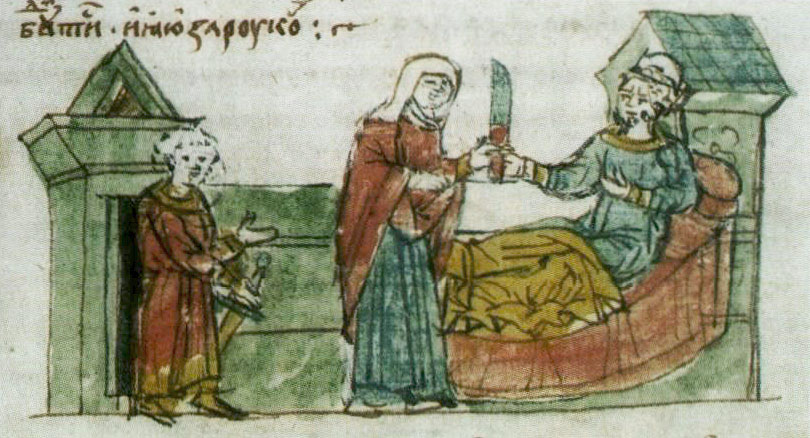
Rogneda versucht, Wladimir zu töten

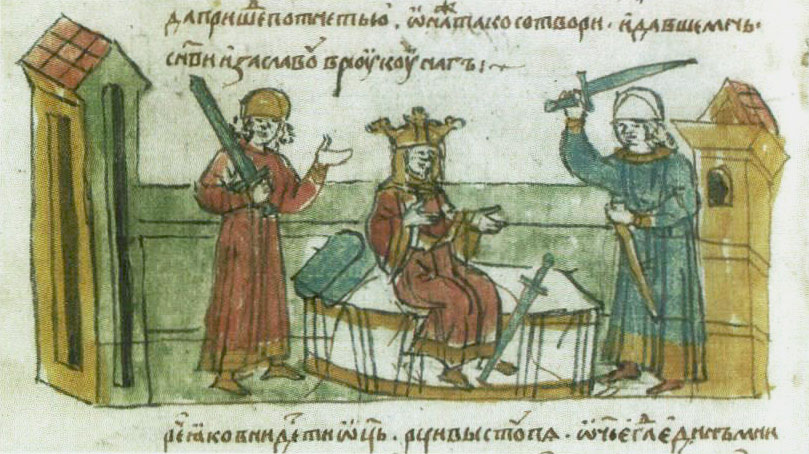
Wladimir versucht Rogneda zu töten, Isjaslaw verhindert dies

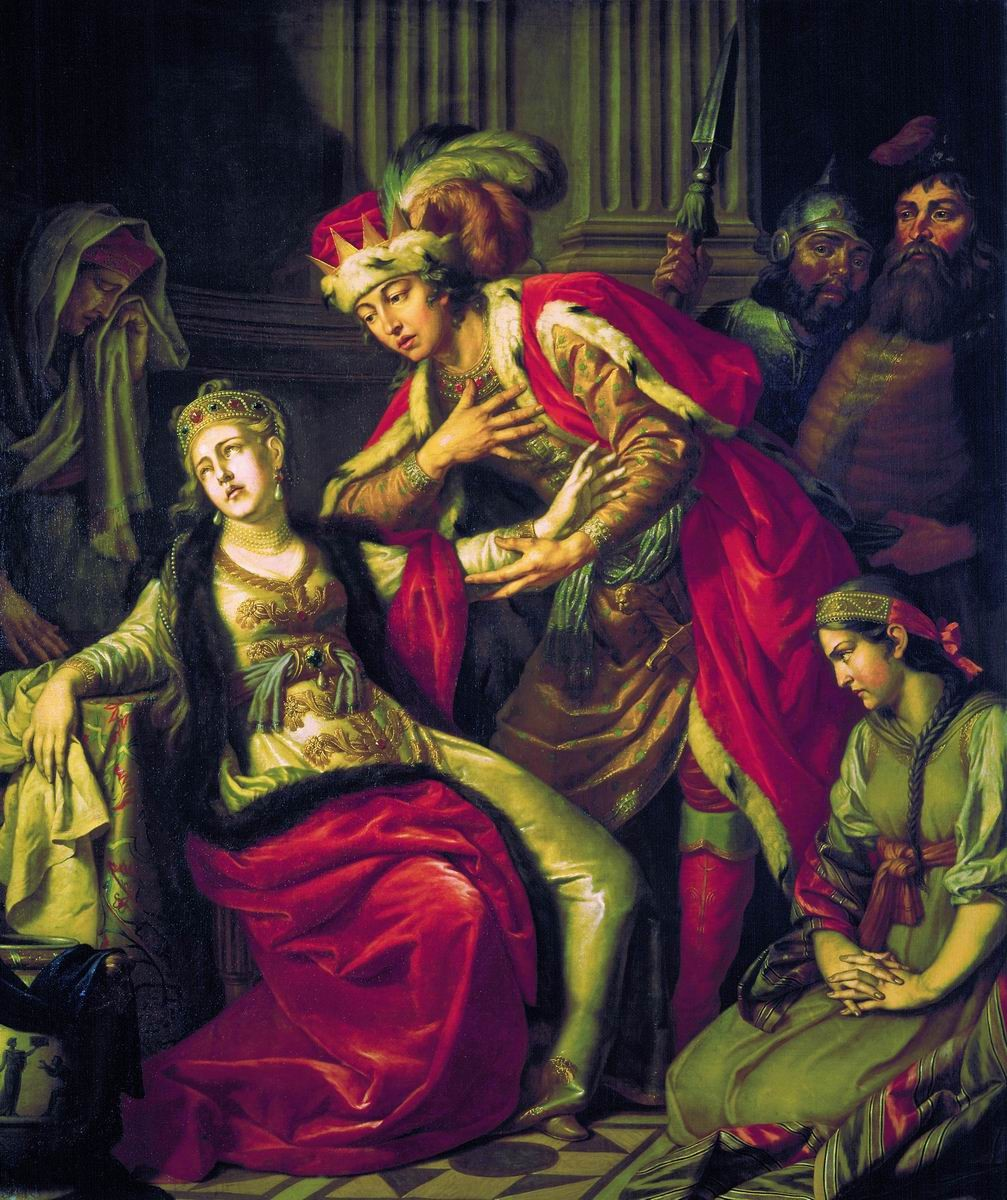
Wladimir und Rogneda, Ölgemälde von Anton Losenko, 1770

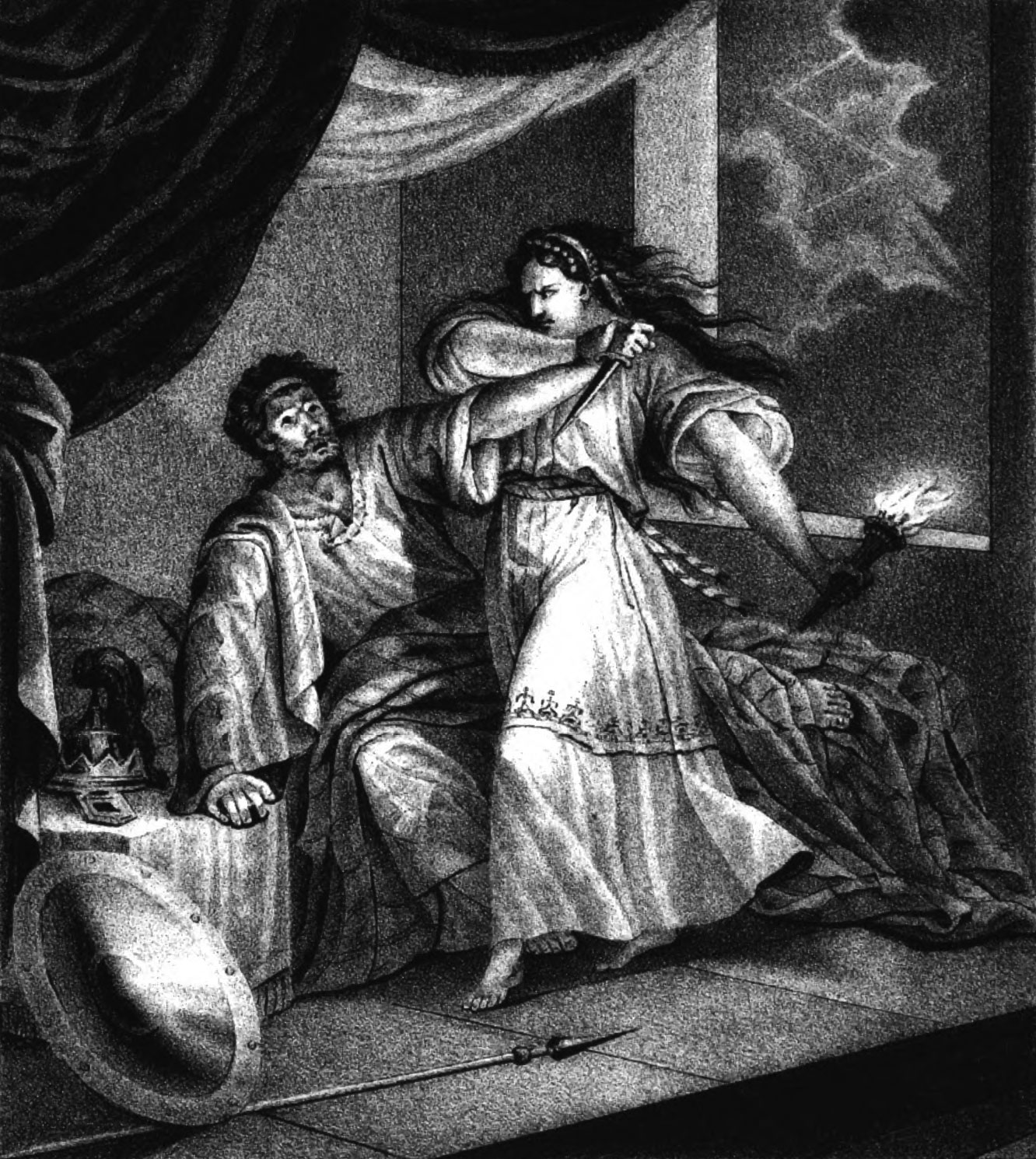
Rogneda und Wladimir, Kupferstich von Boris Tschorikow, 1836

Rogneda (russisch Рогнеда, altnordisch Ragnheiđr, Ragnhildr, altrussisch Рогънеда, auch Gorislawa, christlicher Name Anastasia; * um 962; † um 1002) war eine Ehefrau von Wladimir dem Großen, Großfürst von Kiew und (wahrscheinlich) die Mutter Jaroslaws des Weisen.

## Leben
Rogneda war eine Tochter von Rogwolod, Fürst von Polozk. Der Name ihrer Mutter ist nicht überliefert. Ihr Geburtsjahr war um 960. Der Name Rogneda war möglicherweise eine altrussische Form des skandinavischen Namens Ragnhild.
978 ließ der damalige Fürst von Nowgorod um ihre Hand anhalten. Die Nestorchronik berichtet:

„Wladimir Swjatoslawitsch kehrte zurück nach Nowgorod mit Warägern. (...) Und er sandte zu Rogwolod nach Polozk und ließ ausrichten: „Ich möchte deine Tochter zur Frau nehmen.“ Jener fragte seine Tochter: „Möchtest du Wladimir zum Mann ?“ Sie antwortete: „Ich möchte nicht den Sohn einer Sklavin heiraten, ich will Jaropolk.“ (...) Und es kamen die Boten Wladimirs und überbrachtem diesem die Antwort Rognedas, der Tochter des Fürsten von Polozk Rogwolod. Wladimir sammelte viele Krieger: Waräger, Slowenen, Tschuden und Kriwitschen und zog zu Rogwolod. Zu dieser Zeit wurde bereits die Hochzeit von Rogneda mit Jaropolk vorbereitet. Und Wladimir eroberte Polozk, tötete Rogwolod und zwei seiner Söhne und nahm dessen Tochter zur Frau.“

Wladimir eroberte bald darauf Kiew und tötete Jaropolk. Rogneda erschien in den Chroniken seit dieser Zeit auch unter dem Namen Gorislawa.
Um 987 versuchte Rogneda, Wladimir zu töten. Der Versuch misslang. Daraufhin wollte Wladimir sie töten, aber Isjaslaw, ihr ältester Sohn, verhinderte dies. Mutter und Sohn wurden daraufhin in deren Heimat geschickt. Isjaslaw wurde Fürst von Polozk.
988 heiratete Wladimir die byzantinische Prinzessin Anna.
Die Chronik von Twer berichtete, Rogneda sei 1000 unter dem Namen Anastasia in ein Kloster eingetreten. Bei ihrem Tod soll sie 40 Jahre alt gewesen sein.

## Nachkommen
Zu den Nachkommen von Rogneda und Wladimir gehörte wahrscheinlich Jaroslaw der Weise und damit das Geschlecht der Jaroslawitschen, der Großfürsten von Kiew bis ins 14. Jahrhundert. Dazu Isjaslaw, Fürst von Polozk und weitere Söhne und Töchter.
Die Nestorchronik nannte:
- Jaroslaw der Weise (um 978–1054), Fürst von Rostow, Nowgorod (1015–1019), Großfürst von Kiew (1019–1054) (umstritten)[3]
- Isjaslaw (um 980–um 1001), Fürst von Polozk
- Wsewolod (983/984–vor 1013), erster Fürst von Wolhynien
- Mstislaw, keine weiteren Informationen[4]
- Pereslawa (Premyslawa) (vor 988–1015), verheiratet mit Laszló, Prinz von Ungarn (1000–1015)
- Predslawa, 1018 von Bolesław Chrobry gefangen genommen, dessen Nebenfrau[5]
- Mstislawa, 1018 von Bolesław Chrobry gefangen genommen